# バサースト島 (カナダ)

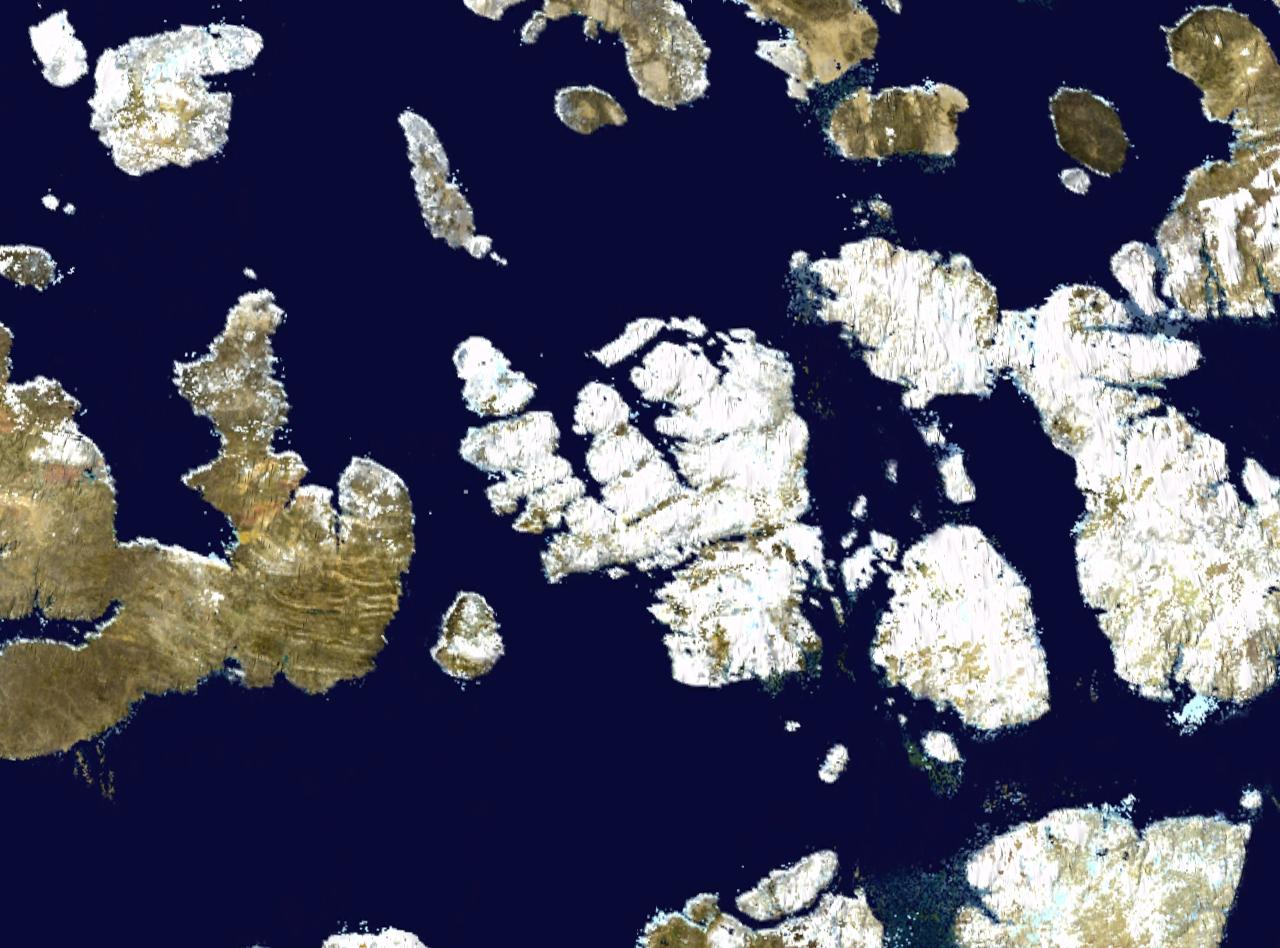
バサースト島の衛星写真（写真中央）

バサースト島（Bathurst Island）は、カナダのクイーンエリザベス諸島にある島。ヌナブト準州に属する。面積は16,042km2で無人島。
西暦1000年頃の島は現在よりも暖かかったと考えられており、チューレ人が居住していた。1819年にイギリスの探検家ウィリアム・パリーがこの島を「発見」した。名前の由来は、当時イギリスの 戦争･植民地相 であった第3代バサースト伯爵ヘンリー・バサーストから。
バサースト島には1960年代から1970年代にかけて北磁極があった。北磁極は絶えず移動しており、2005年時点では北緯83度付近にあって北上を続けている。
島の大部分は極地砂漠であるが、湿地のオアシスが点在している。湿地には湖、ツンドラおよびスゲ、コケ植物、地衣類などの生える草地があり、昆虫、シギチドリ類およびホッキョクグマが生息している。一部は1982年にラムサール条約登録地となった。